# Ребиндер, Роберт Иванович
Граф Роберт Иванович Ребиндер (фин. Robert Henrik Rehbinder, 1777—1841) — статс-секретарь по делам великого княжества Финляндского, член Государственного совета, почётный член Петербургской академии наук.

## Биография
Роберт Ребиндер родился 15 (4 по старому стилю) июля 1777 года в поместье Виксберг близ Або, сын отставного секунд-майора русской службы. Происходил из немецкого дворянского рода, часть которого в XVIII веке переселилась в Финляндию.
В 1787 году он был зачислен сержантом в лейб-драгунский полк шведской армии, а в 1791 году, выйдя в отставку корнетом, поступил в Абоский университет и, по окончании курса в 1795 году, поступил аускультантом в Абоский гофгерихт и через два года перешёл канцелярским чиновником ревизионной комиссии в Стокгольме, где в 1802 году был пожалован в звание камер-юнкера шведского двора.
В 1805 году Ребиндер возвратился на родину и поступил в Абоский гофгерихт, где в 1807 году был назначен асессором. В этом звании его застала Финляндская война, и в следующем, 1808 году, когда последовало присоединение Финляндии к России, Ребиндер находился в числе депутатов, отправленных в Санкт-Петербург к императору Александру I. В 1809 году он присутствовал на сейме в Борго и был членом комиссии, составленной для образования Правительствующего совета. В том же 1809 году он, как чиновник, основательно знавший финляндские законы и постановления и пользовавшийся уважением своих сограждан, был определен помощником к М. М. Сперанскому, назначенному статс-секретарем по делам Великого княжества Финляндского.

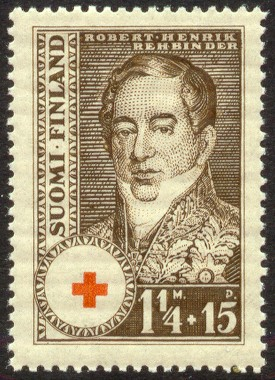
Ребиндер на почтовой марке Финляндии, худ. С. Хаммарштен-Янссон, 1936

В 1809 году Ребиндер пожалован камергером Высочайшего двора, в 1811 году назначен статс-секретарем по Финляндским делам и советником Абоского гофгерихта.
В начале 1812 года Ребиндер получил чин действительного статского советника и находился в свите императора Александра I в его поездке в Або, где было свидание с шведским наследным принцем Карлом-Юханом. В 1819 году Ребиндер снова сопровождал императора в его путешествии из Архангельской губернии по Финляндии, через Куопио, Каяну и берегом Ботнического залива до Або и далее через Таммерфорс, Тавастгус и Гельсингфорс.
В 1820 году Ребиндер был произведён в тайные советники, а 22 августа 1826 года, при короновании императора Николая I, пожалован в графское великого княжества Финляндии достоинство и назначен исправлять должность канцлера Абоского университета.
В 1828 году на университетском юбилее Ребиндер был провозглашён доктором философии; также он с 20 декабря 1826 года состоял почётным членом Императорской Академии Наук в Санкт-Петербурге. 23 декабря 1834 года Ребиндер переименован в министры-статс-секретари и пожалован в действительные тайные советники. 9 января 1841 года он был уволен от должности министра-статс-секретаря с назначением членом Государственного совета Российской империи.
Среди прочих наград Ребиндер имел ордена:
- Орден Святой Анны 1-й степени (30 августа 1814 года)
- Орден Святого Владимира 2-й степени (20 февраля 1817 года)
- Орден Святого Александра Невского (2 августа 1830 года, алмазные знаки к этому ордену пожалованы 7 ноября 1832 года)
- Орден Святого Владимира 1-й степени (22 марта 1839 года)

Граф Роберт Иванович Ребиндер умер в Санкт-Петербурге 8 марта (24 февраля) 1841 года; тело его было перевезено на родину и погребено в Пемарском приходе, в семейном склепе, недалеко от пастората св. Якова. Александровский Гельсингфорский университет почтил его память 14 (2) октября траурным торжеством и выбил к этому дню медаль с изображением графа Ребиндера.

## Семья
Был женат на дочери королевского шведского лейб-медика Анне Андреевне Хеденберг (1788—1845), детей у них не было. За заслуги мужа 30 июня 1833 года была удостоена ордена Св. Екатерины (малого креста). По словам современников, граф Ребиндер был почтенный, благородный и скромный до робости старик. Графиня неустанно протежировала финляндкам и её дом в Петербурге являлся сосредоточением для всех, имевших отношения к Финляндии. Супруги Ребиндеры часто приезжали в Або, около которого находилось их имение. Жители города устраивали им обеды и вечера. Особенно подобострастно они относились к графине. При прощание с нею приседали почти до земли, целовали руки, плечи и даже полы платья её.